# Susanne Eisenmann

Susanne Eisenmann (2019)

Susanne Eisenmann (* 28. November 1964 in Stuttgart-Bad Cannstatt) ist eine deutsche Politikerin (CDU). Sie war von Juli 2005 bis Mai 2016 Bürgermeisterin für Kultur, Schule und Sport der Landeshauptstadt Stuttgart. Von 2016 bis 2021 war sie im Kabinett Kretschmann II Ministerin für Kultus, Jugend und Sport. 
Eisenmann war Spitzenkandidatin für die CDU bei der baden-württembergischen Landtagswahl 2021, errang jedoch in ihrem Wahlkreis in Stuttgart kein Mandat. Nach der Wahl gab sie bekannt, sich komplett aus der Politik zurückzuziehen.

## Leben
Eisenmann wurde als Tochter einer Fremdsprachenkorrespondentin und eines Vertriebsleiters geboren. Sie wuchs in Stuttgart-Heumaden auf und besuchte das Geschwister-Scholl-Gymnasium in Stuttgart-Sillenbuch, an dem sie 1984 das Abitur ablegte. Danach studierte sie Germanistik, Linguistik und Politikwissenschaft und erlangte 1990 den Magister Artium an der Universität Stuttgart. Anschließend promovierte sie 1996 im Fachbereich Philosophie mit einer Dissertation zum Thema „Sed corde dicemus: Das volkstümliche Element in den deutschen Predigten des Geiler von Kaysersberg“.
Mit 16 Jahren trat sie der Jungen Union bei; 1981 wurde sie Mitglied der CDU. Ab 1990 war sie Bezirksbeirätin von Stuttgart-Sillenbuch. 1991 wurde sie persönliche Referentin des damaligen Vorsitzenden der CDU-Landtagsfraktion Baden-Württemberg, Günther Oettinger. Mit 29 Jahren wurde sie in den Stuttgarter Gemeinderat gewählt. Ab 1999 war Eisenmann stellvertretende, von 2004 bis 2005 erste Vorsitzende der CDU-Fraktion im Gemeinderat der Stadt Stuttgart. 2005 wurde sie zur Bürgermeisterin für Kultur, Bildung und Sport gewählt.
Im Kabinett Kretschmann II war Eisenmann von Mai 2016 bis Mai 2021 Ministerin für Kultus, Jugend und Sport ohne zuvor bei der Landtagswahl 2016 angetreten oder gar gewählt worden zu sein. Im Amtsjahr 2017 war sie Präsidentin der Kultusministerkonferenz.
Bei der Landtagswahl 2021 war Eisenmann CDU-Spitzenkandidatin für das Amt der Ministerpräsidentin des Landes Baden-Württemberg. Da das Landtagswahlrecht damals keine Landeslisten kannte, mussten Spitzenpolitiker in vermeintlichen Parteihochburgen antreten, um ein Mandat zu erringen. Eisenmann kandidierte im Wahlkreis Stuttgart II, verfehlte mit 21,7 % der Wahlkreisstimmen ein Landtagsmandat. Die CDU erzielte mit nur rund 24,1 % ihr schlechtestes Ergebnis aller Zeiten in Baden-Württemberg. Zwei Tage nach der Wahl kündigte Eisenmann ihren Rückzug aus der Politik an.
Eisenmann ist verheiratet mit dem ehemaligen Geschäftsführer der Baden-Württemberg Stiftung, Christoph Dahl, der fünf Kinder in die Ehe brachte. Sie ist Anhängerin des VfB Stuttgart.

## Positionen und Kritik

### Ausrichtung der CDU
Im Februar 2020 gab Eisenmann zusammen mit der Landesparteispitze der baden-württembergischen CDU bekannt, die Kandidatur von Friedrich Merz für den Bundesparteivorsitz der Christdemokraten zu unterstützen. Dabei erklärte sie, dass mit Merz eine Schärfung des inhaltlichen Profils der CDU besser gelingen könne. Später begründete Eisenmann ihre Unterstützung für Merz zudem mit dessen wirtschaftspolitischer Ausrichtung und damit, „dass er eher für konservative Lösungen steht“.

### Sportpolitik in Stuttgart
Im Vorfeld der Straßen-Radweltmeisterschaft 2007 forderte die Stuttgarter Sportbürgermeisterin öffentlich, mehr gegen Doping zu unternehmen, und sprach sich gegen einen Start von Erik Zabel aus. Sie versuchte, den Start des amtierenden Weltmeisters Paolo Bettini gerichtlich zu verhindern, und fror Zahlungen an die UCI ein.
Helmut Digel kritisierte  2013, dass die Stadt Stuttgart im Spitzensport den Anschluss verpasst habe. Daraufhin sagte die damalige Sportbürgermeisterin Eisenmann, dass Digel wohl nicht mehr auf der Höhe der Zeit sei.

### Allgemeine Bildungspolitik in Baden-Württemberg
Obwohl die CDU vor der Landtagswahl 2016 in Baden-Württemberg bei der Dauer der Schulzeit für das Abitur mehr G9-Angebote machen wollte, lehnte Eisenmann diese Idee nach ihrem Amtsantritt als Kultusministerin ab. Nachdem eine Elterninitiative 25.000 Unterschriften für die Rückkehr zum G9-Modell gesammelt hatte, erklärte Eisenmann im Sommer 2018, diese Unterschriften wären kein Stimmungsbarometer. Die Arbeitsgemeinschaften der gymnasialen Elternbeiräte in Baden-Württemberg veröffentlichten im Februar 2021 eine Umfrage, laut der sich rund 90 Prozent der teilnehmenden Eltern das neunjährige Gymnasium wünschen. Dabei erklärte der baden-württembergische Landesvorsitzende des Deutschen Philologenverbands: „Dies ist ein Schlag ins Gesicht von Kultusministerin Eisenmann, die seit Jahren behauptet, dass die Eltern mit dem derzeitigen achtjährigen Gymnasium zufrieden seien“.
Am 18. Oktober 2016 trat sie mit der Ankündigung an die Öffentlichkeit, als Konsequenz aus Etatkürzungen zur Sanierung des Landeshaushaltes auf eine Reihe von Projekten, die noch von der Vorgängerregierung auf den Weg gebracht worden waren, zu verzichten. Dazu zählen der Ausbau der Ganztagsschule, die Inklusion von Kindern mit Behinderung und die Einführung des Faches Informatik ab der 7. Jahrgangsstufe. Angesichts der Notwendigkeit, 1074 Stellen einzusparen, seien diese Projekte allenfalls durch Einschränkungen im Regelunterricht zu verwirklichen, was nicht zu verantworten sei. Kirsten Ehrhardt von dem Verein „Gemeinsam leben – gemeinsam lernen Landesarbeitsgemeinschaft Baden-Württemberg e. V.“ kritisierte Eisenmann wegen des Stopps der Integration von Behinderten und erklärte, dass die Einbeziehung im Unterricht ein Individualrecht dieser Kinder sei.
Eisenmann setzte sich für die Einschränkung der Lernmethode „Schreiben nach Hören“ ein, damit schon zu Beginn der Grundschulzeit Fehler korrigiert werden. Der Kritik von Lehrern entgegnete sie, dass das Kultusministerium selbstverständlich pädagogische Vorgaben zur Korrektur von Rechtschreibfehlern machen könne.
Des Weiteren setzte sie im Juli 2017 die Fremdevaluation ab dem Schuljahr 2017/18 aus und schaffte das dafür zuständige Landesinstitut für Schulentwicklung ab. Im Zuge dessen sollen bis 2019 zwei neue Institutionen geschaffen werden: das Institut für Bildungsanalysen sowie das Zentrum für Schulqualität und Lehrerbildung. Dabei soll das Institut für Bildungsanalysen wissenschaftliche Erkenntnisse liefern, aufgrund derer das Zentrum für Schulqualität und Lehrerbildung Unterstützungsmaßnahmen für Lehrer und Schulen bereitstellt.
Im April 2018 kritisierten Schüler das Englisch-Abitur als zu schwierig. In einer Online-Petition wurden 36.000 Unterschriften gesammelt. Eisenmann entgegnete in einer Stellungnahme, dass „das Niveau der betreffenden Aufgaben angemessen war“ und sie „vollstes Vertrauen in die Lehrkräfte“ habe. Letztendlich lag der Notendurchschnitt bei 8,4 Punkten (entspricht der Schulnote 2,9), wie die vier Jahre zuvor.
Im Mai 2020 veröffentlichte Carsten Rees vor seinem Abschied als Vorsitzender des baden-württembergischen Landeselternbeirats wegen seiner Unzufriedenheit mit Eisenmanns Bildungspolitik einen offenen Brief an den Ministerpräsidenten und beschwerte sich über die Art, „mit der die amtierende Kultusministerin über die Sorgen, Nöte und Bedürfnisse der Elternschaft und der Kinder hinwegregiert“. Zum Ende ihrer Amtszeit als baden-württembergische Landesvorsitzende der Gewerkschaft Erziehung und Wissenschaft kritisierte Doro Moritz im Oktober 2020 Eisenmanns Bildungspolitik und sagte über die Kultusministerin: „Ich habe ganz eindeutig nicht den Eindruck, dass sie an einer ernsthaften Förderung Benachteiligter interessiert ist.“

### Kritik wegen Digitalisierung und Datenschutz an Schulen
Nachdem die geplante Bildungsplattform „ella“ vor einem Probelauf wegen technischer Probleme gestoppt wurde, kritisierte die Opposition Eisenmann und den baden-württembergischen Innenminister Thomas Strobl im Juni 2018 wegen der Verantwortung für das Projekt. Stefan Fulst-Blei erklärte, Eisenmann hätte es versäumt, von Anfang an das Projekt zu begleiten und eine Lenkungsgruppe einzurichten. Das Land Baden-Württemberg hatte vor dem Scheitern bereits 6,5 Millionen Euro in das „ella“-Projekt investiert und verzichtete in einem Vergleich im Juli 2020 auf eine Rückerstattung.
Susanne Eisenmann wurde der Negativpreis BigBrotherAward 2020 in der Kategorie Digitalisierung für ihre Pläne, Microsoft 365 an den Baden-Württembergischen Schulen einzuführen, verliehen. Laudatorin Leena Simon kritisierte, dass dabei die Daten von Lehrkräften und Schülern auf Servern von Microsoft lägen und dort nicht vor dem Zugriff von US-Geheimdiensten geschützt seien. Das sei auch dann der Fall, wenn sich die Server in Europa befänden. Zudem könne Microsoft das Verbot von Produktwerbung in Schulen umgehen. Eisenmann warf den Preisverleihern vor, nicht gründlich recherchiert zu haben. Der Landesdatenschutzbeauftragte sei frühzeitig in den Prozess eingebunden worden und es sei sichergestellt, dass keine Daten außerhalb des Geltungsbereiches der Datenschutz-Grundverordnung gespeichert werden. Eine Datenschutz-Folgenabschätzung, die das Kultusministerium beim Microsoft-Partner PricewaterhouseCoopers in Auftrag gegeben hatte, hält Eisenmann unter Verschluss. Der Landesdatenschutzbeauftragte Stefan Brink durfte sie einsehen und ließ in einem Schreiben an das Kultusministerium kein gutes Haar daran: „Es scheinen derzeit strukturelle Merkmale der ins Auge gefassten Verarbeitung vorzuliegen, welche die Möglichkeit eines datenschutzkonformen Einsatzes ohne wesentliche Anpassung der Datenverarbeitung durch Microsoft fraglich erscheinen lassen.“ Darüber hinaus befürchtet die Gesellschaft für Informatik, dass Baden-Württemberg im Falle eines Einsatzes von Microsoft 365 an Schulen seine digitale Souveränität im Bildungssystem verliert.

### Kritisierte Entscheidungen bei Schließung der Schulen und Kindertagesstätten in der COVID-19-Pandemie
Bei der schrittweisen Öffnung der Kindertagesstätten in Baden-Württemberg nach dem ersten Lockdown der COVID-19-Pandemie wurden Eisenmann im Mai 2020 Versäumnisse vorgeworfen. Die Bruchsaler Oberbürgermeisterin Cornelia Petzold-Schick kritisierte beispielsweise die Informationspolitik von Eisenmanns Kultusministerium zur Ausweitung der Kinderbetreuung. Bei der Wiederöffnung der Schulen warfen neben der Opposition auch Schulleiter und Elternvertreter Eisenmann Planlosigkeit vor. Elternvertreter kritisierten im Juni 2020 unter anderem, dass sie trotz mehrfacher Anfragen kein nachvollziehbares Konzept zur Schul-Wiederöffnung aus dem Kultusministerium erhalten hatten. Im Juli 2020 demonstrierten hunderte Menschen in der Stuttgarter Innenstadt gegen Eisenmanns Bildungspolitik in der Corona-Krise.
Nachdem sich Bundeskanzlerin Angela Merkel und die Ministerpräsidenten der Länder am 25. November 2020 bei einer Videokonferenz darauf verständigt hatten, wegen der COVID-19-Pandemie die Weihnachtsferien in allen Ländern bis auf Bremen und Thüringen am 19. Dezember 2020 beginnen zu lassen und Ministerpräsident Winfried Kretschmann in einer Sondersitzung des Landtages am 27. November 2020 den 19. Dezember 2020 als Datum des Ferienbeginns bestätigte, teilte Eisenmann am 1. Dezember 2020 mit, den Bund-Länder-Beschluss in Baden-Württemberg nicht umzusetzen und am späteren Ferienbeginn festzuhalten. Bei der Deutschen Presseagentur sah man in dem „Weihnachtsferien-Wirrwarr“ ein Beispiel dafür, dass die grün-schwarze Landesregierung im Kampf gegen die Corona-Pandemie „kein gutes Bild“ abgebe.
Am 8. Dezember 2020 richtete die Nationale Wissenschaftsakademie Leopoldina im Rahmen der COVID-19-Pandemie an die Politik einen dringenden Appell für einen harten Lockdown inklusive Schulschließungen ab dem 14. Dezember 2020. Hierzu sagte Eisenmann am 8. Dezember 2020 gegenüber der dpa: „Manche Forderungen zeigen, dass die Leopoldina bei den Corona-Maßnahmen nicht ganz auf der Höhe der Zeit zu sein scheint.“ Darauf äußerte der frühere Kultusminister Andreas Stoch, „es sei besonders gefährlich, dass die Ministerin auch Ratschläge der Wissenschaft, etwa von seiten der Leopoldina, ignoriere und als nicht zeitgemäß abkanzele“. Ebenso kritisierte die Lehrergewerkschaft GEW die Haltung der Ministerin.
Nachdem Eisenmann sich wenige Tage vor dem Beginn des Jahres 2021 „unabhängig von den Inzidenzzahlen“ erneut für zeitnahe Schulöffnungen mit Präsenzunterricht eingesetzt hatte, kam es zu Rücktrittsforderungen gegen die Kultusministerin. Thomas Fricker, der Chefredakteur der Badischen Zeitung, nannte Eisenmanns Vorstoß „fahrlässig bis verantwortungslos“.
Im Januar 2021 erhielt Eisenmann Kritik vom Landeselternbeirat, der Lehrergewerkschaft GEW sowie mehreren Oppositionspolitikern, als das E-Learning-System Moodle zum Schulstart nach den Weihnachtsferien weitgehend ausfiel. Das „Moodle-Debakel“ sei „ein Armutszeugnis für […] Eisenmann“, kommentierte die Tageszeitung Südkurier.
Die CDU-Spitzenkandidatin bei der Landtagswahl in Baden-Württemberg am 14. März 2021 hatte schon Ende 2020 die Öffnung von Kitas und Schulen gefordert, war zunächst aber an der Richtlinienkompetenz Kretschmanns und der weiterhin dramatischen Infektionslage gescheitert. Kretschmann forderte vehement, das Thema aus dem Landtagswahlkampf herauszuhalten. Am 23. Januar 2021 erklärte der ehemalige Regierungssprecher Hans Georg Koch in einem Leserbrief an die F.A.Z. seinen Austritt aus der CDU, „zum Ersten, weil die Spitzenkandidatin der CDU seit Wochen versucht, aus der Corona-Krise politisches Kapital zu schlagen; zum Zweiten, weil es offensichtlich niemanden in der CDU Baden-Württemberg gibt, der (oder die) auch nur den Versuch macht, sie zu bremsen. Die Kultusministerin hat offensichtlich nur Stunden nach der Verhandlung der Länder mit der Bundeskanzlerin die Öffnung von Kitas und Grundschulen bereits am 1. Februar verlangt, im direkten Widerspruch zu den Mahnungen aus Berlin (und aus dem Nachbarland Bayern sowie der Schwesterpartei CSU). Eisenmann gegen Merkel ist ein bemerkenswertes Szenario. Hat man in der CDU Baden-Württemberg vergessen, dass sie ihre derzeit vergleichsweise passablen demoskopischen Werte der durchgehend konsequenten Linie der Bundeskanzlerin in der Corona-Krise zu verdanken hat? Hält man es für ein Naturgesetz, dass Baden-Württemberg von den Virus-Mutationen verschont bleibt?“
Im Januar 2021 warb Eisenmann ohne Absprache mit dem baden-württembergischen Gesundheitsministerium für eine neue, von ihr erarbeitete Teststrategie. Landesgesundheitsminister Manfred Lucha warf der Kultusministerin daraufhin in einem Brief „mangelnde Kooperation und Inkompetenz“ vor.